# Arachniodes subreflexipinna
Arachniodes subreflexipinna là một loài dương xỉ trong họ Dryopteridaceae. Loài này được Ogata Ching mô tả khoa học đầu tiên năm 1962.